# 奧斯廷峰
71°37′S 165°29′E / 71.617°S 165.483°E
奧斯廷峰（英語：Austin Peak）是南極洲的山峰，位於維多利亞地，屬於米拉比托山脈的一部分，該山峰由新西蘭探險隊命名，以美國研究隊的代表命名。